# Robert Blake (Schauspieler)

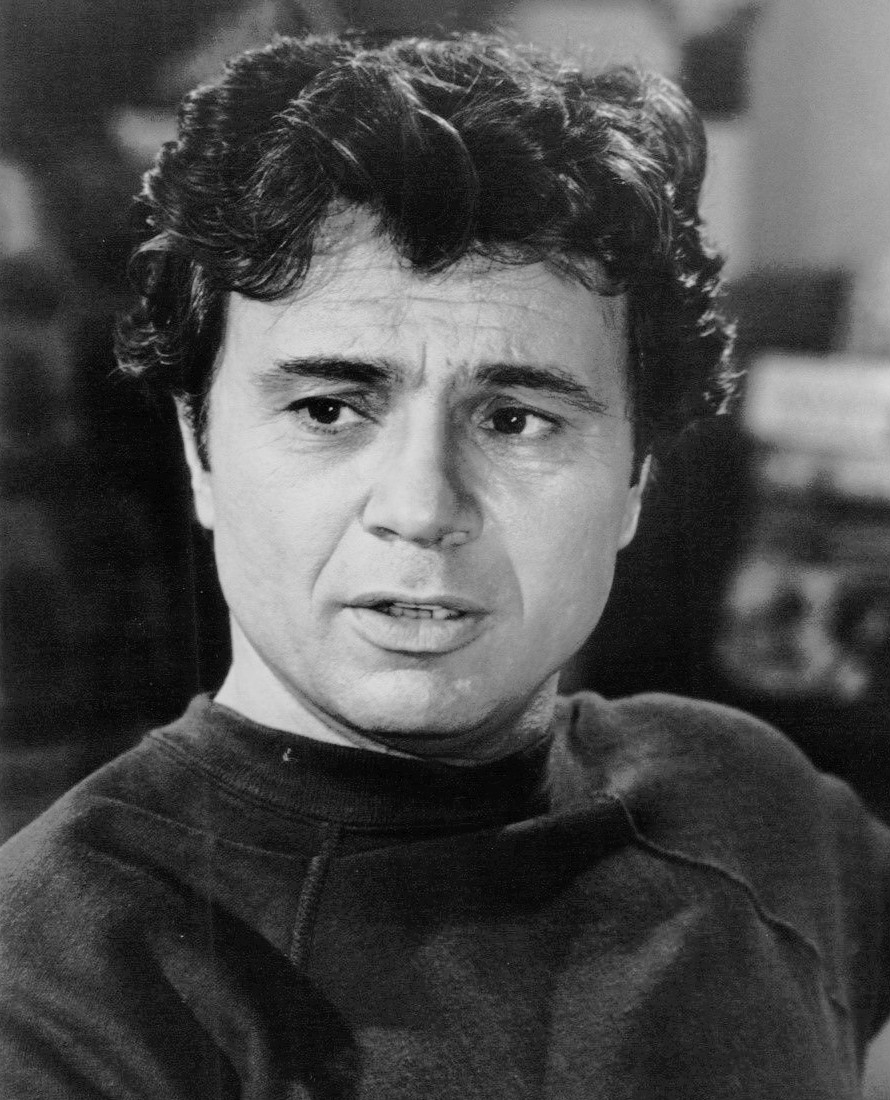
Robert Blake (1977)

Robert Blake (* 18. September 1933 in Nutley, New Jersey; gebürtig Michael James Vijencio Gubitosi; † 9. März 2023 in Los Angeles, Kalifornien) war ein US-amerikanischer Schauspieler.

## Leben

### Jugend und Karriere als Kinderdarsteller
Der als Michael James Vijencio Gubitosi geborene Schauspieler entstammte einer italoamerikanischen Familie. Sein Vater Giacomo Gubitosi kam 1907 als Kind in die Vereinigten Staaten, seine Mutter wurde in New Jersey geboren. Die Familie zog 1938 nach Los Angeles, wo drei Kinder der Familie in Filmen auftraten.

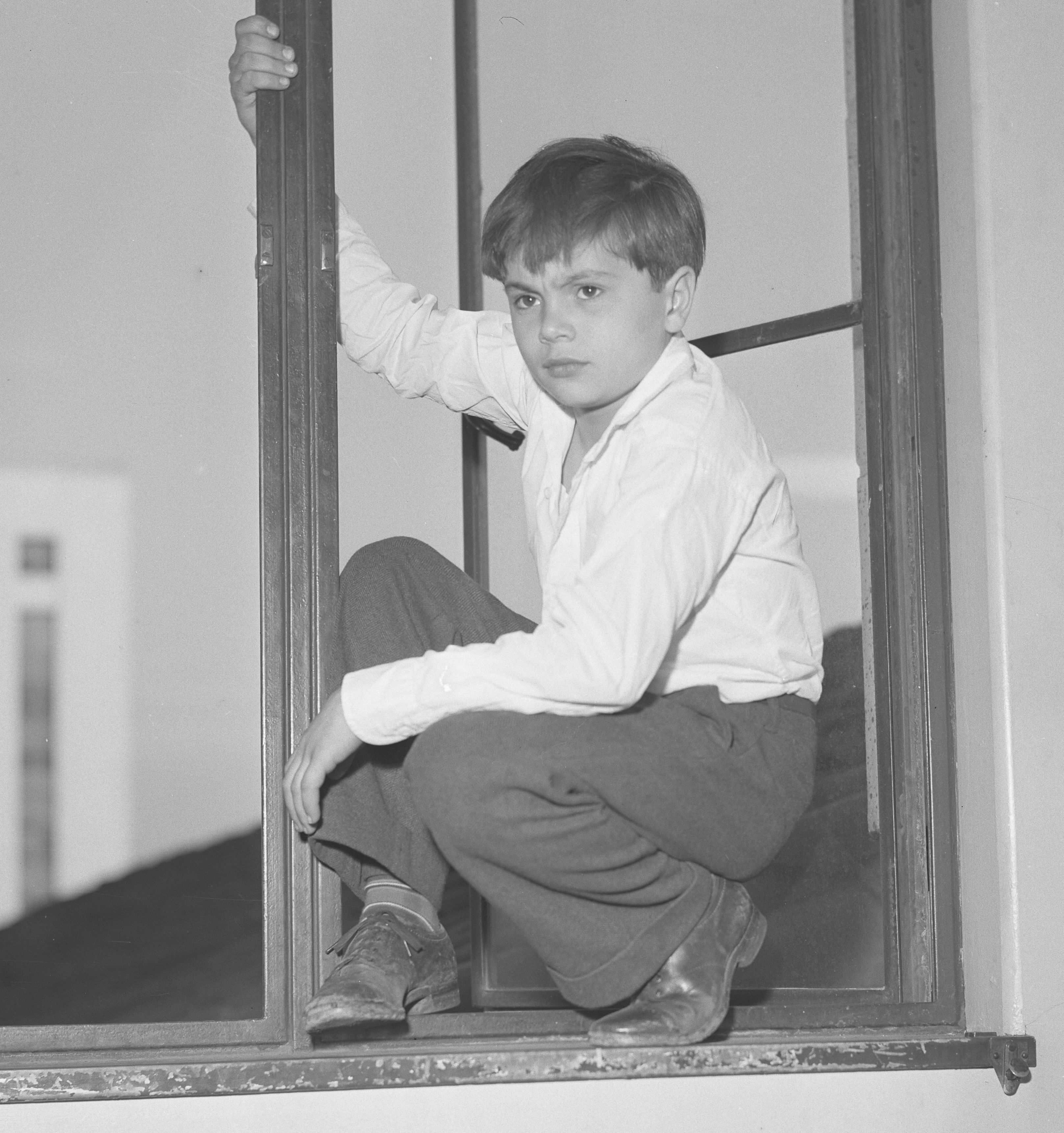
Robert Blake (etwa 1944)

Blake debütierte unter seinem Geburtsnamen im Film Bridal Suite aus dem Jahr 1939. Er hatte regelmäßige Auftritte in der Filmreihe Die kleinen Strolche während ihrer wenig erfolgreichen Spätphase bei Metro-Goldwyn-Mayer; insgesamt wirkte er bis zum Ende der Serie 1944 in über 40 Kurzfilmen mit. Im Jahr 1942 nahm er den Künstlernamen Bobby Blake an, den er allerdings im Erwachsenenalter wieder ablegen sollte. 1944 spielte er auch eine Nebenrolle in der Laurel-und-Hardy-Komödie Der große Knall, vier Jahre später war er als mexikanischer Straßenjunge neben Humphrey Bogart im Klassiker Der Schatz der Sierra Madre zu sehen. Er erhielt im Jahr 1995 für sein Lebenswerk als ehemaliger Kinderstar den Young Artist Award.

### Karriere als Erwachsenendarsteller
Im Erwachsenenalter in den 1950er- und 1960er-Jahren setzte Blake seine Schauspielkarriere mit Fernsehauftritten und Kino-Nebenrollen fort, allerdings ohne zunächst größere Erfolge zu erreichen. Unter anderem hatte er Gastauftritte in Serien wie Gnadenlose Stadt, FBI, Am Fuß der blauen Berge und Tausend Meilen Staub.
Seinen Durchbruch erzielte Blake 1967 mit der Darstellung des zum Tode verurteilten Mörders Perry Smith in dem Film Kaltblütig unter Regie von Richard Brooks, der auf der Basis von Truman Capotes gleichnamigem Roman über einen wahren Mordfall berichtete. 1968 wurde er als „Neuer männlicher Darsteller“ (“Male New Face”) für den Golden Laurel nominiert. Fortan spielte Blake in der Regel hartgesottene und raue Charaktere, die aber zugleich auch Sympathie ausstrahlen konnten. Im Filmdrama Blutige Spur (1969) übernahm er die Hauptrolle eines Indianers, der von einem Hilfssheriff gehetzt wird. Seine Darstellung im Motorradfilm Harley Davidson 344 (Originaltitel: Electra Glide in Blue) brachte ihm im Jahr 1974 eine Nominierung für den Golden Globe ein. 
Von 1975 bis 1978 spielte er in der Fernsehserie Baretta die Titelrolle eines einzelgängerisch und manchmal brutal agierenden Polizeidetektivs. Hierfür gewann er 1975 den Emmy (1976 folgte eine weitere Nominierung) und im Jahr 1976 den Golden Globe. Außerdem wurde er im Jahr 1975 als „Männlicher Star des Jahres“ (“Male Star of the Year”) für den Golden Apple Award nominiert.
Die Rolle in der Komödie Von Küste zu Küste (1980) brachte Blake im Jahr 1981 eine Nominierung für den Negativpreis Goldene Himbeere als schlechtester Darsteller ein. Für seine Darstellung des ermordeten Gewerkschaftsführers Jimmy Hoffa im Fernsehdrama Verfolgt bis in den Tod (1983) wurde er im Jahr 1983 für den Emmy und im Folgejahr für den Golden Globe nominiert. Eine weitere Emmy-Nominierung erhielt Blake 1993 für die Hauptrolle als Familienmörder John List im Filmdrama Das Jüngste Gericht – John Lists Story. Seine letzte Rolle spielte Blake 1997 in David Lynchs Lost Highway, in dem er die markante Nebenrolle des „Mystery Man“ verkörperte. Sein Schaffen für Film und Fernsehen seit Ende der 1930er Jahre umfasst mehr als 160 Produktionen.

### Privates, Mordanklage und späteres Leben
Blake war in den Jahren 1961 bis 1983 mit der Schauspielerin Sondra Blake verheiratet, mit der er zwei Kinder hatte. Eine weitere Tochter hatte er mit seiner zweiten Frau Bonny Lee Bakley, die er im Jahr 2000 heiratete. Die Ehe begann allerdings schon bald zu kriseln, da Bakley in der Vergangenheit mehrere Schauspieler gestalkt und Blake offenbar nur wegen seiner Bekanntheit geheiratet hatte.
Am 4. Mai 2001 wurde Bakley in dem Auto von Robert Blake erschossen aufgefunden. Im April 2002 wurde Blake des Mordes an ihr angeklagt und verhaftet, wobei sich die Anklage auf die Aussage von zwei Stuntleuten stützte, die Blake angeblich kurz vor dem Tod Bakleys zu einem Auftragsmord an seiner Frau zu überreden versucht hatte. Allerdings präsentierten sich die beiden Hauptzeugen vor Gericht nicht komplett glaubwürdig, zudem gab es kaum physische oder forensische Beweise und keine Augenzeugenberichte. Am 16. März 2005 wurde Blake von der Jury freigesprochen. Im anschließenden Zivilverfahren, das Bakleys drei Kinder anstrengten, wurde Blake zu einer Schadensersatzzahlung in Höhe von 30 Millionen Dollar an die Hinterbliebenen verurteilt, die allerdings später auf 15 Millionen herabgesetzt wurde. Daraufhin erklärte Blake seinen Bankrott.
Für Blake ergab sich kein Wiedereinstieg ins Filmgeschäft und er lebte den Rest seines Lebens in einem Appartement in Los Angeles in bescheidenen Verhältnissen. Im Jahr 2011 veröffentlichte Blake mit Tales of a Rascal: What I Did for Love seine Erinnerungen. 2017 heiratete der mittlerweile über 80-jährige Blake seine langjährige Bekannte Pamela Hudak, allerdings reichte er schon im folgenden Jahr die Scheidung ein. Auf seinem YouTube-Kanal Robert Blake: I ain't dead yet, so stay tuned erzählte er seit 2019 in Videos aus seinem Schauspielerleben.
Blake starb im März 2023 im Alter von 89 Jahren in Los Angeles an den Folgen einer Herzkrankheit.

## Filmografie (Auswahl)
- 1939: Bridal Suite
- 1939–1944: Die kleinen Strolche (Our Gang, Filmreihe, 40 Kurzfilme)
- 1940: Liebling, du hast dich verändert (I Love You Again)
- 1943: Der kleine Engel (Lost Angel)
- 1944: Laurel und Hardy – Der große Knall (The Big Noise)
- 1945: Liebe in der Wildnis (Dakota)
- 1944: Das siebte Kreuz (The Seventh Cross)
- 1946: Humoreske (Humoresque)
- 1946: Der Bandit von Sacramento (In Old Sacramento)
- 1947: Verwegene Männer im Sattel (The Last Round-up)
- 1948: Der Schatz der Sierra Madre (The Treasure of the Sierra Madre)
- 1950: Die schwarze Rose (The Black Rose)
- 1953: Im Reiche des goldenen Condor (Treasure of the Golden Condor)
- 1953: Der Prinz von Bagdad (The Veils of Bagdad)
- 1956: Rivalen ohne Gnade (Three Violent People)
- 1956: Mit blanker Waffe (Screaming Eagles)
- 1956: Der Dschungel von Manhattan (Rumble on the Docks)
- 1957: The Tijuana Story
- 1958: Mit dem Messer im Rücken (Revolt in the Big House)
- 1959: Den Letzten beißen die Hunde (Battle Flame)
- 1959: Mit Blut geschrieben (Pork Chop Hill)
- 1959: Die Ratten von Detroit (The Purple Gang)
- 1961: Stadt ohne Mitleid (Town Without Pity)
- 1963: Patrouillenboot PT 109 (PT 109)
- 1963–1964: The Richard Boone Show (Fernsehserie, 25 Folgen)
- 1965: Tausend Meilen Staub (Fernsehserie, Folge Der Wintersoldat)
- 1965: Die größte Geschichte aller Zeiten (The Greatest Story Ever Told)
- 1966: Dieses Mädchen ist für alle (This Property Is Condemned)
- 1967: Kaltblütig (In Cold Blood)
- 1969: Blutige Spur (Tell Them Willie Boy Is Here)
- 1972: Corky
- 1972: Champ Cherokee (Un uomo dalla pelle dura)
- 1973: Harley Davidson 344 (Electra Glide in Blue)
- 1973: Spur der Gewalt (Busting)
- 1975–1978: Baretta (Fernsehserie, 82 Folgen)
- 1980: Von Küste zu Küste (Coast to Coast)
- 1980: Second Hand Hearts
- 1981: Von Mäusen und Menschen (Of Mice and Men, Fernsehfilm) (auch Produzent)
- 1981–1984: Privatdetektiv Joe Dancer (drei Fernsehfilme, auch Produzent)
- 1983: Verfolgt bis in den Tod (Blood Feud)
- 1985: Hell Town (Fernsehserie, 9 Folgen, auch Produzent)
- 1993: Das Jüngste Gericht – John Lists Story (Judgment Day: The John List Story, Fernsehfilm)
- 1995: Money Train
- 1997: Lost Highway